# هيئة الإذاعة اليابانية
NHK أو هيئة الإذاعة اليابانية (日本放送協会، تلفظ نيهون هوسو كيوكاي) هي في الأصل اذاعة راديو عامة، أنشأت عام 1926. اليوم تدير الهيئة ثلاثة محطات راديو هي راديو NHK 1، راديو NHK 2، وNHK أف أم. تعرف الإذاعة أيضا بأسماء راديو طوكيو، وراديو اليابان. بالإضافة إلى محطتي تلفزيون تديرهما تلفزيون NHK العام وتلفزيون NHK التعليمي. وتبث إحدى قنوات الهيئة في المنطقة العربية عبر القمر عربسات.

## الملكية
NHK هي ليست المؤسسة الحكومية بل الهيئة العامة (public organisation). تمول الهيئة نفسها من خلال أجرة المشاهدة (jyushinryo ،受信料) التي تجمعها الهيئة من كل المواطنين الذين يمتلكون أجهزة التلفزيون. NHK لا تأخذ موارد المالية من الحكومة والأحزاب السياسية. ولكن رئيس الوزراء يعين رئيس مجلس الإدارة للNHK وفقا للقبول من البرلمان.

## تاريخ الإذاعة
في 22 مارس 1925 أي بعد عام ونصف على زلزال كانتو الكبير أطلقت الإذاعة اليابانية أول بث إذاعي في الياباني من هضبة أتاغو شمال قبور توكوغاوا في حديقة شيبا. أنشأت الإذاعة عام 1926، وجزء آخر عام 1931. في عام 1941 قام الجيش الياباني الإمبراطوري بعولمة الإذاعة لتبث ب16 لغة عالمية منها العربية.

## القنوات
- القناة العامة: تركز على البرامج الأخبارية والترفيهية.
- القناة التعليمية: تركز على البرامج التعليمية والبرامج للأطفال.
- القناة الفضائية الأولى: تركز على الأخبار الدولية والرياضية.
- القناة الفضائية الثانية: تركز على الأفلام والبرامج الرياضية والموسيقية.
- قنوات الراديو: القناة الأولى ترتكز على الأخبار، والقناة الثانية على البرامج الترفيهية. قناة الإف إم ترتكز على الموسيقى والأغنية.
- إن إتش كي وورلد NHK World: تبث برامج التلفزيون بالإنجليزية، وبرامج الإذاعة ب18 لغة بما فيها العربية.

## البرامج التلفزيونية

### الأخبار
تقوم بإذاعة الأخبار المحلية والعالمية. تقدم أخبار الساعة السابعة مساء باللغتين الإنكليزية واليابانية. ويعتبر برنامج نيوز ووتش الذي يبث الساعة التاسعة مساء هو البرنامج الإخباري الرئيسي للمحطة الأولى.

### البرامج الترفيهية
تقوم أيضا ببث برامج الدراما والكوميدية والكارتون (أنمي)، منها دراما ((أوشين)) (おしん، Oshin) المشهور الذي تم بثه في الثمانيات.

### تقارير الطوارئ
يتوجب على أن إتش كي بموجب مهمتها الإذاعية أن تقوم ببث تحذيرات مبكرة في حالات الطوارئ خاصة في حالة الكوارث الطبيعية كالزلازل والتسونامي، حيث تتعاون مع وكالة الأرصاد الجوية اليابانية في الحصول على هذه المعلومات وبثها للمشاهدين بأهداف الوقاية من آثار الكوارث.

## الروابط
- الموقع الرسمي لNHK باليابانية
- الموقع للخدمة العالمية بالعربية
- الموقع للخدمة العالمية بالإنجليزية